# Рой Д. Мерсер
Рой Д. Мерсер (англ. Roy D. Mercer) — вымышленный персонаж, созданный диск-жокеями Брентом Дугласом и Филом Стоуном на радиостанции KMOD-FM города Талса, штат Оклахома. Брент Дуглас, озвучивающий Мерсера, использует персонаж как средство для комедийных скетчей в которых он занимается розыгрышем по телефону. Лейблами Capitol Records Nashville и Virgin Records Nashville было издано двенадцать альбомов Роя Д. Мерсера.

## История
Брент Дуглас и Фил Стоун, диск-жокеи рок-радиостанции KMOD-FM города Талса, создали персонаж под именем Рой Д. Мерсер в 1993 году. Изначально они использовали персонаж в комедийных скетчах для радиостанции. Первоначально скетчи с телефонными розыгрышами были частью утренней передачи KMOD. К 1997 году, Capitol Records начал выпускать эти скетчи на компактных дисках. Capitol и Virgin Records издали 12 альбомов-сборников Роя Д. Мерсера. Руководитель Virgin Records Nashville отметил, что удалось продать от 250 000 до 300 000 копий ранних альбомов Мерсера, в первую очередь благодаря народной молве, без какого-либо продвижения в радиоэфире.
В большинстве скетчей, Мерсер требует от отвечающего на звонок возмещение за какое-то происшествие, и в случае отказа угрожает расправой (обычно в виде «надирания задницы»). Манера речи Мерсера описывается как «мягкоротый южный протяжный акцент»[стиль], а стиль его комедии был охарактеризован как «не совсем непристойный, но граничащий с оскорблением». Многие жертвы розыгрышей предлагаются их друзьями, которые ещё и представляют Мерсеру нужную информацию о них.
12 октября 2012 года Phil and Brent Show закончил своё 27-летнее существование. Фил Стоун скончался от причин, связанных с сердечной болезнью 21 ноября 2012 года в 57-летнем возрасте, 40 дней после закрытия радиопередачи.